# معلم مدرسه
معلم مدرسه (ایتالیایی: L'insegnante) یک کمدی سکسی سبک ایتالیایی به کارگردانی ناندو چیچرو است که در سال ۱۹۷۵ منتشر شد.

## بازیگران
- ادویژ فنش
- ویتوریو کاپریولی
- آلفردو پئا
- آلوارو ویتالی
- کارلو دله پیانه
- انتسو کاناواله
- ماریو کاروتنوتو
- جانفرانکو دانجلو
- فرانچسکا رومانا کولوتسی